# رابرت گودارد (بازیکن فوتبال)
رابرت گودارد (انگلیسی: Robert Goddard؛ 22 November 1898 – ۱۹۶۸ (۷۲−۷۳ سال)) بازیکن فوتبال اهل پادشاهی متحد بریتانیای کبیر و ایرلند بود.